# Frédéric-Jérôme de la Rochefoucauld de Roye
Frédéric-Jérôme de la Rochefoucauld de Roye (ur. 16 lipca 1701 w Wersalu, zm. 29 kwietnia 1757 w Paryżu) – francuski kardynał.

## Życiorys
Urodził się 16 lipca 1701 roku w Wersalu, jako syn François de la Rochefoucaulda i Catherine Françoise d’Arpajon. Studiował na Sorbonie, gdzie uzyskał doktorat z teologii, a następnie został wikariuszem generalnym w Rouen. 6 lipca 1729 roku został wybrany arcybiskupem Bourges, a 7 sierpnia przyjął sakrę. W 1743 roku został ambasadorem Francji przy Stolicy Piotrowej. 10 kwietnia 1747 roku został kreowany kardynałem prezbiterem i otrzymał kościół tytularny Sant’Agnese fuori le mura. Zmarł 29 kwietnia 1757 roku w Paryżu.